# 麻倉かほり
麻倉 かほり（あさくら かほり、1979年11月20日 - ）は、日本の元AV女優。
東京都出身。血液型：B型。身長165cm。スリーサイズ：B85（Cカップ-70） W60  H86。趣味：音楽鑑賞、カラオケ。特技：楽器演奏。

## 人物
1999年7月　『スワンの涙』で宇宙企画よりデビュー。清楚な和風美人な外見とは裏腹に異物挿入や7Pなどハードなからみも演じた。AV女優になったのは交際していた男性の借金を返済するためで、2000年には借金を返済しAV女優を引退した。

## 出演作品

### アダルトビデオ
| 作品名               | 発売日         | 発売元      | 他出演者 | 備考       |
| -------------------- | -------------- | ----------- | -------- | ---------- |
| スワンの涙           | 1999年7月18日  | 宇宙企画    |          | デビュー作 |
| 羞恥の破片           | 1999年8月27日  | アリスJAPAN |          |            |
| 極楽愛撫             | 1999年9月15日  | 宇宙企画    |          |            |
| 過剰願望             | 1999年10月22日 | アリスJAPAN |          |            |
| SEXY DRIVE           | 1999年11月30日 | KUKI        |          |            |
| No.1                 | 1999年12月31日 | KUKI        |          |            |
| 奥までびしょ濡れ     | 2000年1月25日  | KUKI        |          |            |
| VANITY DOLL          | 2000年2月25日  | HRC         |          |            |
| 女尻                 | 2000年3月24日  | アリスJAPAN |          |            |
| Wet&Messy            | 2000年4月21日  | セクシア    |          |            |
| タマにはしゃぶりたい | 2000年5月24日  | セクシア    |          |            |
| 服従リップ           | 2000年6月30日  | アトラス    |          |            |
| ザ・コールガール12   | 2000年7月25日  | アトラス    |          |            |
| 堕天使X              | 2000年8月10日  | 宇宙企画    |          |            |
| NEO出血大制服62      | 2000年9月15日  | アトラス    |          | 引退作？   |

### オリジナルビデオ作品
- 実録・痴漢プロ集団X（1999年）- 主演・百合花 役
- 宅配される妻(おんな)（2000年）- 主演・香織 役
- 鮮血の絆 鬼畜レイプ犯を震撼させた姉妹（2000年）- 主演・水野リカ 役
- チャット･ラバーズ 仮想交際（2000年）- 主演・百瀬楓美 役

### テレビドラマ
- 池袋ウエストゲートパーク 第3話（2000年、TBS）

## 写真集
- [i:z]（2000年、ケイエスエス）